# Na inat
Na inat é uma canção da cantora Poli Genova. Ela representou a Bulgária no Festival Eurovisão da Canção 2011 na segunda semi-final, terminando em 12º lugar com 48 pontos, não conseguindo passar á final.

## Letra
Na música a cantora diz que não irá ser destruída, nem vão voltar a vê-la arruinada, pois ela tem força e coragem para sobreviver.